# Massacro (araldica)

Massacro di cervo d'oro ramifero d'argento (stemma di Brindisi)

Massacro è un termine utilizzato in araldica per indicare il teschio di cervo, daino, bue o toro e posto di fronte. Può rappresentare il trofeo di un cacciatore valente.

Di rosso, a tre massacri di cervo d'argento (stemma della famiglia Soderini)
D'oro, al massacro di cervo di rosso, sormontato da un'aquila spiegata di nero (famiglia Le Cornu di Francia)